# Stetigkeitsmodul
Der Stetigkeitsmodul ist ein Begriff aus dem Gebiet der mathematischen Analysis. Er wurde 1910 von Henri Lebesgue eingeführt und wird unter anderem in der Approximationstheorie angewandt, wo er dazu dient, einen Zusammenhang zwischen der Glattheit einer Funktion und der Approximationsgeschwindigkeit bei der Approximation durch Polynome herzustellen.

## Definition
Der Stetigkeitsmodul einer Funktion {\displaystyle f} ist die durch
{\displaystyle \epsilon _{f}(\delta ):=\sup \left\{d(f(x),f(y))\colon d(x,y)\leq \delta \right\}}
definierte Funktion {\displaystyle \epsilon _{f}\colon \left[0,\infty \right)\to \mathbb {R} }.

## Eigenschaften
- Der Stetigkeitsmodul ist monoton wachsend mit {\displaystyle \epsilon _{f}(0)=0}.
- Der Stetigkeitsmodul ist subadditiv: {\displaystyle \epsilon _{f}(\delta _{1}+\delta _{2})\leq \epsilon _{f}(\delta _{1})+\epsilon _{f}(\delta _{2})} für alle {\displaystyle \delta _{1},\delta _{2}\geq 0}.
- {\displaystyle f} ist genau dann gleichmäßig stetig, wenn {\displaystyle \textstyle \lim _{\delta \to 0}\epsilon _{f}(\delta )=0} gilt.
- {\displaystyle f} ist Lipschitz-stetig mit Lipschitz-Konstante {\displaystyle L} genau dann, wenn {\displaystyle \epsilon _{f}(\delta )\leq L\delta } für alle {\displaystyle \delta } gilt.
- {\displaystyle f} ist Hölder-stetig mit Hölder-Exponent {\displaystyle \alpha } genau dann, wenn es eine Konstante {\displaystyle C} mit {\displaystyle \epsilon _{f}(\delta )\leq C\delta ^{\alpha }} für alle {\displaystyle \delta } gibt.